# Aciphylla poppelwellii
Aciphylla poppelwellii är en flockblommig växtart som beskrevs av Donald Petrie. Aciphylla poppelwellii ingår i släktet Aciphylla och familjen flockblommiga växter. Inga underarter finns listade i Catalogue of Life.